# トレイボン・マーティン射殺事件
トレイボン・マーティン射殺事件（英: Killing of Trayvon Martin）とは、2012年2月26日の夜、フロリダ州のサンフォードにおいて、アフリカン・アメリカンの高校生で当時17歳のトレイボン・マーティンを、ヒスパニック系の混血である自警団団員だった当時28歳のジョージ・ジマーマンが射殺した事件である。
二人は口論をしたのちに、ジマーマンが丸腰であったマーティンを撃った。警察は、ジマーマンからの早いうちの通報から、発砲から二分の内に現場に到着した。その後、ジマーマンは警察に拘置され、頭部の負傷の治療を受け、5時間の尋問を受けたのみであった。事件当時の警察署長、ビル・リー（後述）によると、ジマーマンが釈放されたのは彼の行為が正当防衛でないと示す一切の証拠が発見されなかったためであり、またフロリダ州における正当防衛法である、スタンド・ユア・グラウンド法では、警察による逮捕が法律で禁止されているためであるとした。また、リーは、ジマーマンは致命的な危機に対する正当防衛の適切な権利を持っていたとも述べている。
この一件は、ジマーマンの逮捕と十分な取り調べを求めるための、何千という抗議の声としてアメリカ全土に広まり、後にブラック・ライヴズ・マターとして人権運動に発展する。
ジマーマンの公判は2013年の6月10日にサンフォードにおいて始まり、同年7月13日に陪審はジマーマンに対して第二級謀殺などについての無罪を宣告した。

## 事件の関係者

### トレイボン・マーティン
トレイボン・ベンジャミン・マーティン(Trayvon Benjamin Martin、1995年2月5日 – 2012年2月26日)は、母Sybrina Fultonと父Tracy Martin(1999年に離婚)の息子である。
彼はDr. Michael M. Krop高校の3年生（日本の学制では2年生に相当）であり、彼の母親と兄弟と一緒にフロリダのマイアミガーデンズに住んでいた。
事件の当日は、トレイボンと彼の父親は、父親の婚約者の女性とその息子を訪ねてフロリダ州のサンフォードを訪ねていた。この女性がリトリート・アット・ツイン・レイクスに住んでおり、トレイボンはそれ以前に数度、多民族のコミュニティーを訪れていた。
検死結果によると、彼の身長は180cm、体重は72kgであった。

### ジョージ・ジマーマン
ジョージ・マイケル・ジマーマン(1983年10月5日 - ) はヴァージニア州マナサス生まれで、ペルー生まれのGladys (née Mesa) Zimmermanと引退したヴァージニアの行政官Robert Zimmerman Sr.,の子である。事件の当時、ジマーマンは保険金詐欺の調査を行う仕事をしていた。彼は以前、Seminole State Collegeで刑事裁判の学位をとるために勉強していた。
警察による取り調べの1つでは、彼の夢は裁判官になることであったという。
2012年4月11日に彼が逮捕された際のデータでは身長は170cmで体重は84kgであったという（the Seminole County Sheriff's Office Inmate Bookingの記録に基づく）。なお、サンフォード警察署の2012年2月26日の被害届によると事件のあった夜は、それぞれ身長173cmで体重は91kgであったという。
ジマーマンと彼の妻は2009年にThe Retreat at Twin Lakesに引っ越してきている。

### サンフォード警察署
事件当時の警察署長は就任して10ヶ月だったビル・リーであった。
サンフォード警察署は、リーの前任の署長の時代にも、黒人との暴力事件に関与した警察官の親族を保護しているとを非難されており、その上でのトレイボンの一件はサンフォードに住む黒人コミュニティの、警察に対する不信感を一層増加させることとなった。
3月22日、署長職にあったリーは、当時件への対処に対して広がる一般人からの批判に対処しきれないことを理由に一時的に署長職を辞職した。4月になりサンフォードの市委員会は、リーの辞職要求の受理を拒否する決定をし、その上で"Lee's spotless record showed there needed to be further review to determine if he failed in his duties."という声明を発した。その後、リーはサンフォード市の市政担当者であったノートン・ボナパルトによって2012年の6月20日に解雇の処分となった。この処分に対してリーは"I continue to stand by the work performed by the Sanford Police Department in this tragic shooting, which has been plagued by misrepresentations and false statements for interests other than justice."と反論している。
2012年6月26日、当時件の調査官であったクリストファー・セリーノは、サンフォード警察署内の調査部門から移され、彼の求めに順じてパトロール部門に再度割り当てられた。このことについてセリーノは、何人かの同僚の警官から（その内の一人はトレイボンの父親と友人であったという）彼がそうするのに適切な証拠がそろっているとは思えない段階から、ジマーマンに対して非難をするようにという圧力を感じていたと語っている。
2012年9月、オーランドのテレビ局WFTVによって告発メモが公開された。それには、当座の警察署長であったリチャード・マイヤーズが、警察署の広報であるデイビット・モーゲンスタン巡査部長がこの事件に対する舵取りを誤ったとして非難し、またそれによって広報の仕事から外した、と言うものであった。

## 射殺の背景
ツインレイクスにあるザ・リトリートは260人を収容できるフロリダのスタンフォードのタウンハウスである。国勢調査によると、その住宅団地における射撃が起こったときの人数における人種の割合は、ヒスパニックでない白人が49%、ヒスパニックが23%、20%が黒人で5%がアジア系だったといわれている。さらにそのとき、ジマーマンとマーティンの彼女はともにこの住宅団地で住宅を借りていた。マーティンは彼の父の婚約者とともにザ・リトリートで暮らしていた。
2011年の1月1日から2012年の2月26日までに、警察は402回もツインレイクスのザ・リトリートに出動要請を出されている。マーティンの事件に先立って1年の間にザ・リトリートで起こされた犯罪の中には、8回の強盗事件と9回の盗難事件、1回の発砲事件が含まれている。ツインレイクスの住民が言うには、数十回にも及ぶ進入未遂の報告が、近隣の住民たちに対して恐怖を植え付けたとのことだ。
2011年9月、ツインレイクスの住民たちは、地域見回りの計画をするために組織的な会議を行った。スタンフォード警察の地域見回りオーガナイザー、Wendy Dorivalによると、ジマーマンは住民たちによって、その計画のコーディネーターに選ばれた。
2004年から2012年の間に、警察への電話による通報は50件以上に登った。そのほとんどが、騒々しいパーティーや開けっ放しのガレージのドア、自然にできたと思われる穴、道路で子供が遊んでいる、などの様々な些細なことを報告するものだった。2011年の進入未遂事件があった後は、ジマーマンは彼が容疑者だと思った人々を報告することに重点を置いたものが多くなっている。
2012年2月26日に射撃事件が起こるまでの数ヶ月間、ジマーマンは、怪しいと思えて仕方のない人々を通報する電話を数回かけている。その際に、特に通信司令官が求めたときには、ジマーマンは容疑者の人種に関する情報を求められている。彼のレポートを見ると、すべての容疑者が黒人男性だった。
ジマーマンの友達や近所の人によると、射撃事件に先立ち、3週間前の2月2日にジマーマンは、ツインレイクスの空き家の窓をのぞきこんでいた若い男を通報している。警察が駆けつけたころには、容疑者はすでにいなかった。2月6日、近くで働いていた人々が、2人の若い黒人の男が、ツインレイクスの女性住人の家から新しいノートパソコンと宝石類が彼女の家から盗まれたのと同じ時間帯に、彼女の家に庭をぶらついていたことを証言している。次の日、ジマーマンが2日に見た男性と同じ人だと特定した若い黒人男性のかばんから、盗まれたノートパソコンを警察が見つけている。
ジマーマンは、2009年の11月から銃器を所持することを許されていた。

## 射撃
2012年2月26日の午後、ジマーマンは、マーティンが近所のコンビニに行ってから、ツインレイクスの集合住宅に帰ってくるところを見ていた。そのときジマーマンは私用で、その近所で車を運転していた。その日の午後7時9分ごろ、ジマーマンは警察に非常用ではない電話番号から、ツインレイクスの住宅街にいる疑わしき人物がいると通報している。ジマーマンは、「私たちの近所で、住居侵入があった。そしてとても怪しい男がいる。」と伝えた。さらに彼は、その素性のわからない男性を「雨の中、ただ辺りを見回しながら歩き回っている」、「あいつは今何かしでかそうとしている、それかドラッグか何かをやっている」といった。ジマーマンは、その人がウェストバンドの中に手を入れて歩きながら住宅を物色していると報告した。さらに彼は、マーティンが「黒いようなグレーのようなパーカーを着ている」とも説明した。録音の中で、ジマーマンが「このくそやろう共め、毎回逃げやがって」と言っているのを聴くことが出来る。電話をしながら２分ほどたった時、ジマーマンが「あいつが走り出した」と言った。通信司令官は「彼が走っている？どこの道を走っている？」と質問した。テープのこの部分の音は、一部のマスコミによって車のドアチャイムの音であると解釈されており、ジマーマンが車のドアを開けたことを示唆している可能性がある。ジマーマンはマーティンを追ったが、後に見失ってしまう。通信司令官が、君はその男を追っているのかと聞くと、彼は「はい」と答えた。続けて司令官が「それは君のすべきことじゃない」というと彼は「OK」と答えた。ジマーマンは警察に、現場に着いたら自分に連絡してほしい、そうしたら自分たちの居場所を教えると伝え、午後7時15分に電話を終えた。
ジマーマンが警察との電話を終えた後に、彼とマーティンは悲惨な出会いを迎える。この件は、ジマーマンがマーティンの住むタウンハウスの裏口から65ｍの距離から放った致命的な弾丸によって幕を閉じた。

### その後、この事件が与えた余波
2015年6月17日に、ディラン・ルーフが、サウスカロライナ州チャールストンにあるアフリカ系アメリカ人が通うエマニュエル・アフリカン・アメジスト・エピスコパル教会を襲撃し、銃を乱射して男女9人が死亡する事件が発生した。ルーフは、犯行前に自身の開設したサイト(lastrhodesian.com 2015年10月現在閉鎖)に "Manifest" と呼ばれる長文の投稿をしている。それによれば、人種差別主義者ではない生活環境に育ったが、Wikipediaの英語版の記事(トレイボン・マーティン射殺事件 "Shooting of Trayvon Martin")を見たことが、最初の人種問題を意識した契機であったと書かれている。詳しくは前掲記事参照。